# 玄玄碁経
玄玄碁経（げんげんごきょう、繁体字: 玄玄棋經; 簡体字: 玄玄棋经）は、囲碁についての、中国の古典的な棋書。南宋時代に著わされ、元代に再編されて現在まで残っている。現存する棋書としては『忘憂清楽集』に次いで古いものとされる。詰碁や手筋などの問題が多数収録されており、日本でも江戸時代から現在に至るまで囲碁の勉強に活用されている。『玄玄集』、『玄々碁経』と記されることもある。

## 成り立ち
南宋代の終り頃、廬陵の生まれで当時の強者であった厳師（字は徳甫）と晏天章が共同で編纂し、これを元の至正7年（1347年）、学者である虞集が再編して出版した。元々は「玄玄経」の題だったが、虞集が「玄玄棋経」とした。この名は老子の「玄之又玄衆妙之門」からとられたもの。後に明代の『永楽大典』、清代の『四庫全書』にも収められた。原本とされるものは現在は残っていない。日本では17世紀寛永年間に『玄玄碁経』として出版された。

## 内容
「序の部」「変の部」「勢の部」の三部構成。

### 序文
虞集・晏天章・欧陽玄による序が付されている。虞集の文では、囲碁の起源は堯・舜の発明によるとされ、元の文宗に問われて囲碁を薦めたこと、『玄玄経』の成り立ちや囲碁の陰陽道上の意味などついて述べられている。

### 序の部
囲碁論を集めており、班固『弈旨』、馬融『囲棋賦』、柳宗元『序棋』、皮日休『原弈』、呂公『悟棋歌』、徐宗彦『四仙子図序』、張擬「『碁経』十三篇」、劉仲甫『碁法四篇』（『棋訣四篇』）、王積薪『囲碁十訣』などが含まれている。
- 「『碁経[1]』十三篇」は『忘憂清楽集』にも収録されているもの。中で囲碁の「品格」を9段階に分けて述べており（囲碁九品）、これが現在の日本棋院などのプロ棋士の初段から九段までの免状の文面として使われている。
- 「碁法四篇」には兵法に擬した記述も現われており、『孫子』などの影響が窺われる。
- 劉仲甫は宋代の代表的な棋士とされ、囲碁の技量をもって宮中に仕え、当時無敵を誇った。

### 変の部
定石や布石について、及び実戦譜が収められている。ただし当時の囲碁は、あらかじめ黒白2子ずつを隅の星に置いてから打ち始めるもので、また布石理論のその後の進歩により、現代ではあまり参考とはならないともされている。

### 勢の部
詰碁や手筋の問題、珍瓏、376題が集められている。この中には「忘憂清楽集」にある題材も含んでいる。これらは現代において知られている手筋をほとんど網羅しているとも言われ、当時の囲碁のレベルの高さを物語っている。以後の棋書にも大きな影響を与えた。
また各題の一つ一つに、「楚漢争鋒」「王質遇仙」といった歴史故事にちなんだ表題が付けられている。

## 出版物
日本では、以下の出版物がある。
- 橋本宇太郎編『玄々碁経新定本（現代囲碁全書）』誠文堂新光社 1935年
- 橋本昌二『名作詰碁辞典　玄玄碁経と発陽論 』誠文堂新光社　1976年
- 呉清源編『玄玄碁経集(1)(2)』平凡社（東洋文庫） 1980年
- 橋本宇太郎編『玄玄碁経』山海堂 1980年
- 橋本宇太郎編『玄玄碁経 囲碁古典シリーズ』山海堂 1997年（1980年の再刊）
- 橋本宇太郎編『玄玄碁経—詰碁の古典』山海堂 2004年（1997年の改訂）
  - 「序の部」から「序」「碁経十三編」「碁訣」、「変の部」、「勢の部」を掲載。
- 高木祥一編『玄々碁経（上）（下）』教育社 1989年（1995年再刊）
  - 「勢の部」から140題を抜粋して解説したもの。中国文学者市川宏による表題の解説を付記。
- 二口外義編『玄玄碁経入門』山海堂 1996年

## 注
1. ↑   張擬 (中国語), 棋經, ウィキソースより閲覧。